# Хубал
Хубал (араб. هبل) «хуа = (араб. هو)» — бог арабського язичницького пантеону, особливо шанований в Мецці в доісламську епоху плем'ям курайш, з якого походив пророк Мухаммад. Був богом-предком, покровителем давньоарабського племені курайш, а також богом неба та місяця.

## Хубал в Каабі
Великим центром культу Хубала була Кааба в Мецці, де він вважався головним ідолом. Мухаммад ат-Табарі у своїй «Історії пророків і царів» (1:157) повідомляє, що пророк Мухаммад був принесений до ідола в дитинстві своїм дідом, Абд аль-Мутталібом. Коли Мухаммад завоював Мекку, він заборонив язичницький культ і зруйнував ідол Хубала разом з іншими 360 ідолами в Каабі.
Ідол був статуєю людини з червоного сердоліка із золотою рукою.
Хішам ібн аль-Калб в «Книзі про ідолів» повідомляє наступні подробиці:
 У курайшів ідоли були всередині Кааби і навколо неї. Найбільшим з них був для них Хубал. Він, як я дізнався, був з червоного сердоліку у вигляді людини, з відламаною правою рукою. Таким він потрапив до курайшів, і вони зробили йому руку з золота.
Першим, хто поставив його, був Хузайма ібн Мудрика Ібн Аль-Йа'с ібн Мудар, і його називали Хубал Хузайма.

Він знаходився всередині Кааби. Перед ним — сім стріл. На одній було написано «чистокровний», на іншій — «чужий». Коли сумнівалися щодо [батька] дитини, приносили Хубалу жертву, потім кидали стріли. Якщо випадало «чистокровний», дитину брали, а якщо виходило «чужий», від нього відмовлялися. Була стріла для небіжчика, для укладення шлюбу та три [стріли], призначення яких мені не пояснили. Коли сперечалися по якійсь справі або мали на увазі подорож або яку-небудь роботу, приходили до нього та кидали стріли біля нього. І як випадало, робили згідно з цим і покладалися на це. 

## Виникнення і використання назви
Академік Василь Бартольді (1869—1930) висловлював думку, що «Хубал і мусульманський Аллах — одне й те ж».
Обґрунтованішою видається точка зору, що зв'язує Хубала з загальносемітським словом b'l (буквально — «господар», «владика») і з однойменною божеством Баалом. Можливо, спочатку східні семіти називали головного родового або племінного бога ім'ям власним, а словом «господар» («пан»). Іменування бога, який обіймав в Каабі центральне положення, ім'я «Хубал» могло мати значення «істинний Бог», «Він — Господь». Л. І. Климович зазначає, що займенник «хуа» — «Він» (в значенні «істина», «Бог», «Аллах») досі можна бачити написаним по-арабськи на стінах багатьох великих і малих старих мусульманських мечетей.